# Ville à Vélo du Tour de France
Le label Ville à Vélo du Tour de France est un label, lancé en 2021 par Amaury Sport Organisation (ASO) et plus particulièrement par Tour de France, qui a pour but d’encourager toutes les initiatives prises par les communes en faveur de la bicyclette au quotidien.
La candidature au label est ouverte à toutes les villes, françaises et étrangères, ayant accueilli au moins une fois le Tour de France masculin ou féminin depuis sa création en 1903.

## Description
Le label est décliné selon quatre niveaux qui sont notamment symbolisés par de petits vélos jaunes apparaissant sur les panneaux que les municipalités labellisées installent aux entrées de la commune.
Le panneau en français porte l'appellation « ville à vélo », puis en dessous, le dessin du nombre de vélo attribué et en dessous « Tour de France » ; le panneau étranger verra « ville à vélo » traduit en « cycle city »
L’évaluation concerne les actions se déroulant sur le territoire de la commune durant les cinq années qui précèdent le dépôt de candidature.
80 villes françaises, belges, néerlandaise, espagnole et irlandaise ont été labellisées en 2021, année de lancement du label,.
En 2023, on compte 133 communes labellisées réparties dans neuf pays différents.

## Critères d'évaluation

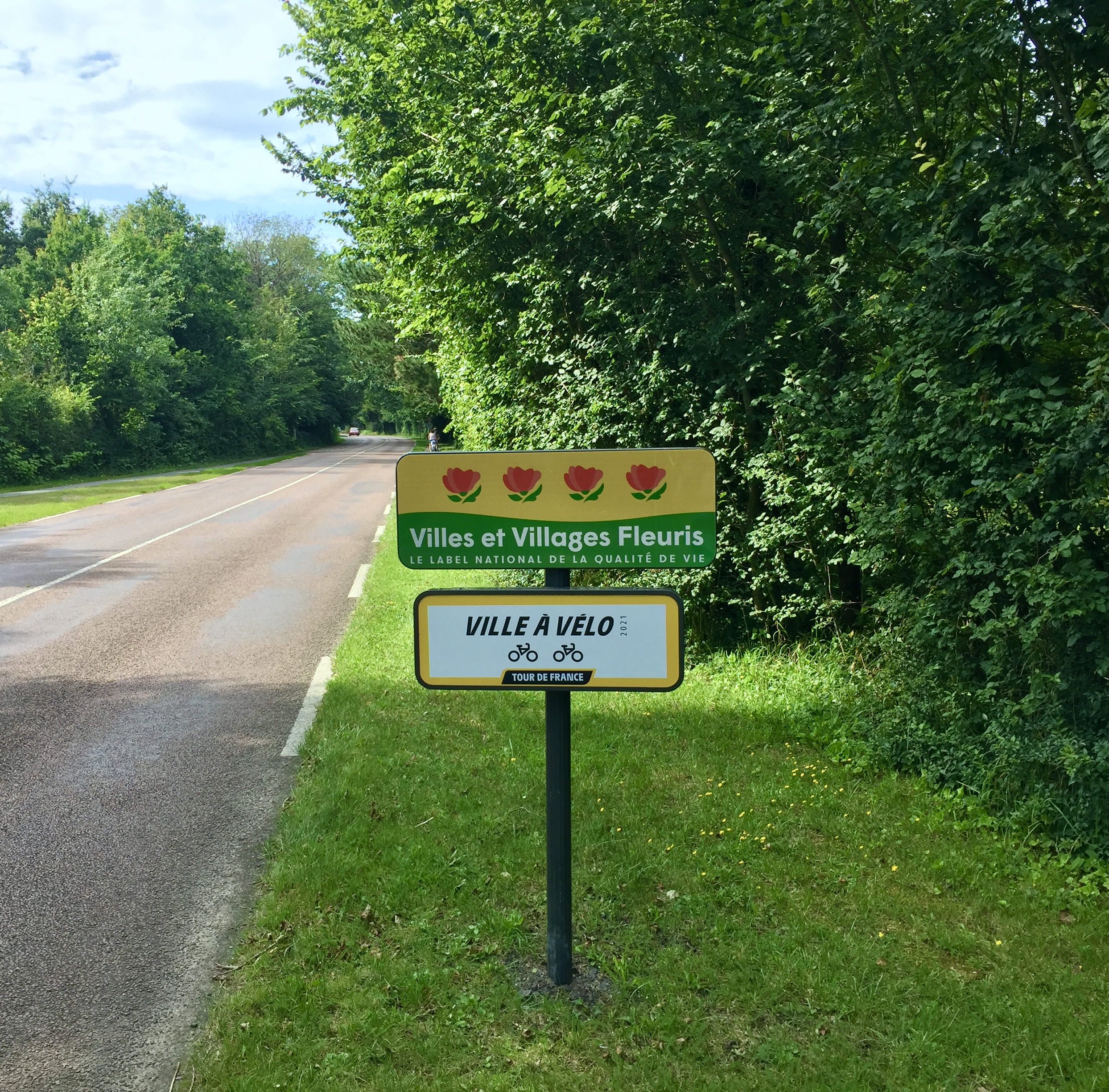
Panneau Ville à Vélo 2 étoiles du Touquet-Paris-Plage

Quatre niveaux de labellisation ont été définis selon des critères listés avec des experts de la Fédération française des usagers de la bicyclette (FUB) et susceptibles de prendre en compte les spécificités des grandes villes comme des communes rurales :
- le premier niveau est symbolisé par « un vélo » et concerne la collectivité ayant démontré une volonté de promouvoir la pratique du vélo.
- le deuxième niveau est symbolisé par « deux vélos » et concerne la collectivité ayant une politique de promotion du vélo structurée.
- le troisième niveau est symbolisé par « trois vélos » et concerne la collectivité ayant une politique de promotion du vélo engagée.
- le quatrième niveau est symbolisé par « quatre vélos » et concerne la collectivité ayant une politique de promotion du vélo exemplaire[1].

## Villes labellisées lors de la première édition 2021
Pour la première session d'attribution 2021, 80 communes ont reçu le label. Plus de 700 ont été consultées cette année là.
Labellisation 1 vélo (20) : Alençon, Binche (Belgique), Bonneval, Brive-la-Gaillarde, Cambrai, Carcassonne, Cluses, Commercy, Enniscorthy (Irlande), Landerneau, Laval, Manosque, Mourenx, Muret, Nuits-Saint-Georges, Saint-Gaudens, Saint-Maixent-l'École, Saint-Quentin, Sallanches, Vitré.
Labellisation 2 vélos (40) : Bagnères-de-Bigorre, Bagnères-de-Luchon, Béthune, Boulogne-sur-Mer, Bourges, Carhaix, Changé, Châteauroux, Château-Thierry, Châtel-Guyon, Digne-les-Bains, Dole, Fontenay-le-Comte, Fougères, Le Creusot, Le Touquet-Paris-Plage, Libourne, Limoges, Lisieux, L'Isle-Jourdain, Lure, Mantes-la-Jolie, Megève, Méribel, Montluçon, Nanterre, Roanne, Roubaix, Saint-Méen-le-Grand, Saint-Amand-Montrond, Saint-Étienne, Saint-Girons, Salies-de-Béarn, Samatan, Sarzeau, Tarbes, Troyes, Vielha Val d'Aran (Espagne), Vierzon, Villard-de-Lans.
Labellisation 3 vélos (18) : Aix-les-Bains, Brest, Bruxelles (Belgique), Châtel, Dunkerque, Gap, La Roche-sur-Yon, Le Bourg-d'Oisans, Le Puy-en-Velay, Lorient, Loudenvielle, Nevers, Nice, Orchies, Pau, Privas, Saint-Omer, Valence.
Labellisation 4 vélos (2) : Paris, Rotterdam (Pays-Bas).

## Nouvelles villes labellisées, ou en demande de réévaluation, en 2022
En 2022, 34 villes se portent canditates dont six pour une réévaluation de leur note comme Carcassonne, Châteauroux, Dole qui obtient le label 3 vélos, Nanterre qui obtient le label 3 vélos, Paris, Saint-Étienne, 28 nouvelles villes obtiennent leur premier label.
Labellisation 1 vélo (5) : Carcassonne, Esch-sur-Alzette, Lourdes, Mende, Tomblaine.
Labellisation 2 vélos (14) : Antony, Argelès-Gazost, Arras, Bar-le-Duc, Châteauroux, Épernay, Foix, Reims, Saint-Chaffrey, Saint-Étienne, Saint-Lary-Soulan, Saint-Paul-Trois-Châteaux, Sélestat, Villers-sur-Mer.
Labellisation 3 vélos (12) : Albi, Alpe d'Huez, Belfort, Calais, Dole, Lausanne, Meaux, Morzine-Avoriaz, Mulhouse, Nanterre, Rosheim, Saint-Gervais-les-Bains. 
Labellisation 4 vélos (3) : Copenhague, Paris et Fauquemont.

## Nouvelles villes labellisées, ou en demande de réévaluation, en 2023
En 2023, 32 villes se portent canditates dont sept pour une réévaluation de leur note comme Changé (Mayenne), Châteauroux, Cluses qui obtient le label 2 vélos, Roanne qui obtient le label 3 vélos, Tarbes, Paris et Le Touquet-Paris-Plage, 25 nouvelles villes obtiennent leur premier label.
Labellisation 1 vélo (2) : Mauriac,  Collonges-la-Rouge.
Labellisation 2 vélos (18) : Amorebieta-Etxano (Espagne), Bayonne, Belleville-en-Beaujolais, Bilbao (Espagne), Changé, Cluses, Compiègne, Cork City (Irlande), Issoire, La Salle-les-Alpes, Laon, Laruns, Le Touquet-Paris-Plage, Mont-de-Marsan, Moulins, Passy, Saumur, Tarbes.
Labellisation 3 vélos (9) :  Aigle (Suisse), Annemasse, Bourg-en-Bresse, Châteauroux, Clermont-Ferrand, Combloux, Donostia-Saint-Sébastien (Espagne), Les Gets, Roanne.
Labellisation 4 vélos (3) :  Bordeaux, Paris, Vitoria-Gasteiz (Espagne).